# Jequeri
Jequeri é um município brasileiro do estado de Minas Gerais. Sua população recenseada em 2022 era de 12 419 habitantes.

## História
Sua origem está na formação do antigo povoado de Santana do Jequeri, na margem esquerda do Rio Casca, por volta de 1848. Os primeiros moradores eram fazendeiros que foram para a região atraídos pela fertilidade da terra.
Segundo a tradição, o nome do local foi inspirado num antigo morador, o velho Miguel Jequeri. Santana do Jequeri tornou-se distrito em 1855 e teve sua denominação reduzida para Jequeri. Sua emancipação ocorreu em 1923. Diz uma lenda que o município se acabará em areia, devido a praga de um padre, insatisfeito com um habitante do local que cortou o rabo de seu burro.

## Turismo
- Mirante do Cerca Lá
- Cachoeira do Chalé
- Cachoeira Grande
- Cachoeira do Inferno
- Coreto Tenente Mol
- Igreja Matriz de Sant'Ana.[5]